# Procambarus lepidodactylus
Procambarus lepidodactylus är en kräftdjursart som beskrevs av Hobbs 1947. Procambarus lepidodactylus ingår i släktet Procambarus och familjen Cambaridae. IUCN kategoriserar arten globalt som otillräckligt studerad. Inga underarter finns listade i Catalogue of Life.